# IX Korpus Wielkiej Armii

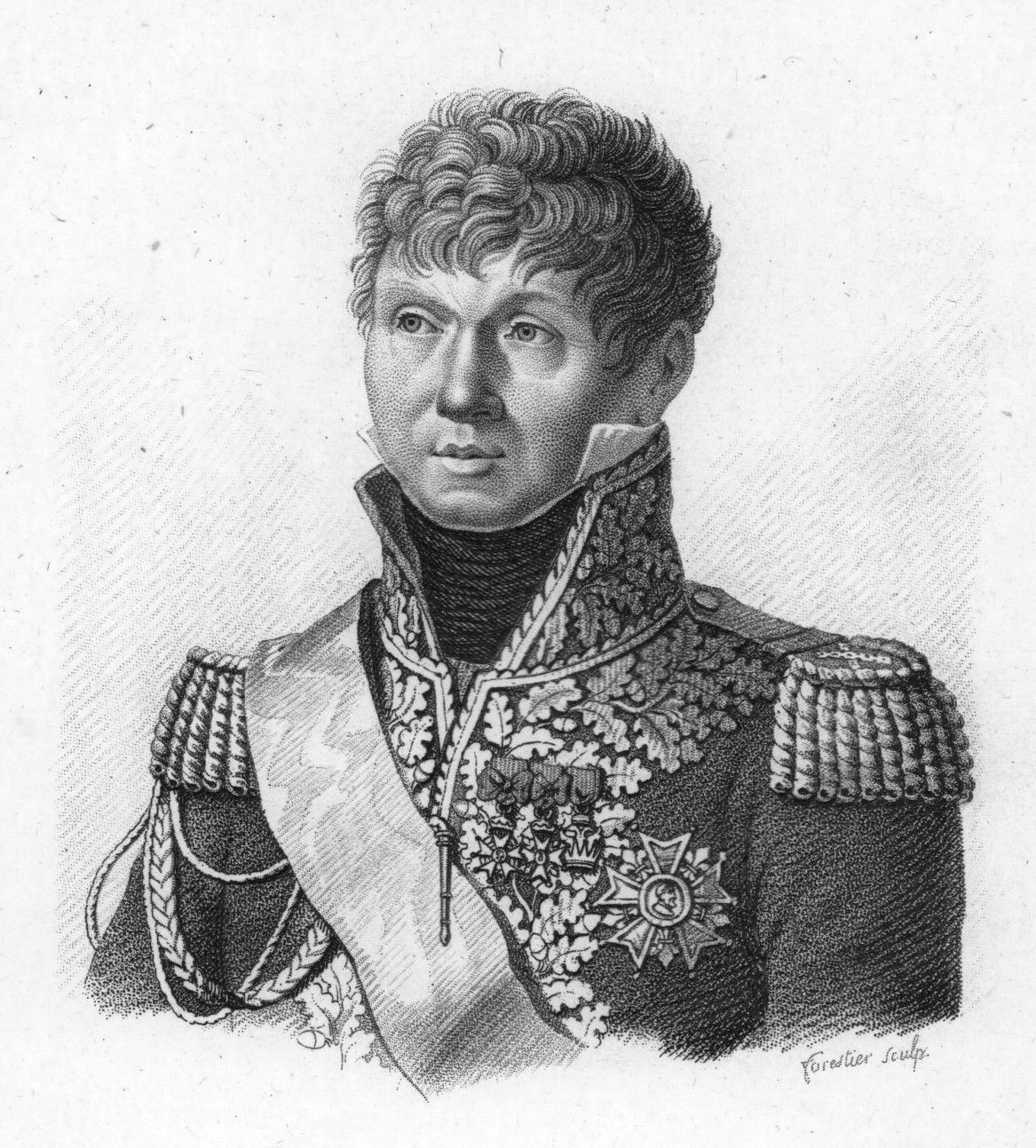
Marszałek Claude-Victor Perrin, dowódca IX Korpusu Wielkiej Armii w 1812

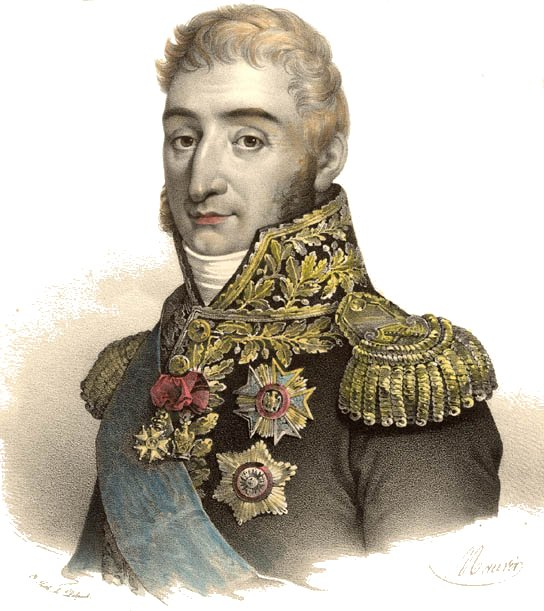
Marszałek Pierre Augereau, dowódca IX Korpusu Wielkiej Armii w 1813

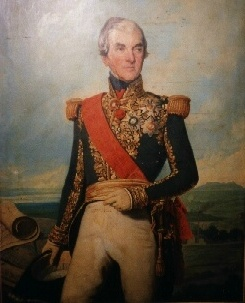
Gen. Guillaume Dode de la Brunerie, dowódca saperów
IX Korpusu WA w 1813

IX Korpus Wielkiej Armii – jeden z korpusów Wielkiej Armii I Cesarstwa Francuskiego.

## Początek wojny z Rosją 1812
- dowódca marsz. Claude-Victor Perrin
- 42 000 ludzi
- 42 armaty

## Skład w sierpniu 1813
Kwatera główna IX Korpusu Wielkiej Armii mieściła się w Würzburgu w Bawarii.
- dowódca – marszałek Pierre Augereau, książę Castiglione
- dowódca artylerii – gen. Joseph Pellegrin de Millon
- dowódca saperów – gen. Guillaume Dode de la Brunerie (1775–1857)

- 51 Dywizja – gen. Louis Marrie Turreau (1856–1816)
- 1 Brygada – gen. Henri Jacques Martin de Lagarde (1700–1822)
  - 32 Prowizoryczny Pułk Piechoty (32 Pułk Piechoty Lekkiej, 25 Pułk Piechoty Liniowej)
  - 63 Pułk Piechoty Liniowej
- 2 Brygada – gen. Antoine Aymard (1773–1861)
  - 34 Prowizoryczny Pułk Piechoty (21 Pułk Piechoty Lekkiej, 10 Pułk Piechoty Liniowej)
  - 35 Prowizoryczny Pułk Piechoty (58 Pułk Piechoty Lekkiej, 32 Pułk Piechoty Liniowej)

- 52 Dywizja – gen. Jean Baptiste Pierre de Semellé (1773–1839)
- 1 Brygada – gen. François Bagnéris
  - 37 Prowizoryczny Pułk Piechoty (29 Pułk Piechoty Lekkiej, 17 Pułk Piechoty Liniowej)
  - 39 Pułk Piechoty Liniowej
- 2 Brygada – gen. Roch Godart (1761–1834)
  - 86 Pułk Piechoty Liniowej
  - (?) Pułk Piechoty Liniowej